# Garlenda
Garlénda (, Garlénda in ligure; in passato chiamata anche Gorlenda) è un comune italiano di 1 375 abitanti della provincia di Savona in Liguria.

## Geografia fisica
Il territorio di Garlenda è situato nella val Lerrone, presso il torrente omonimo, quasi alla confluenza con il torrente Arroscia.

## Storia

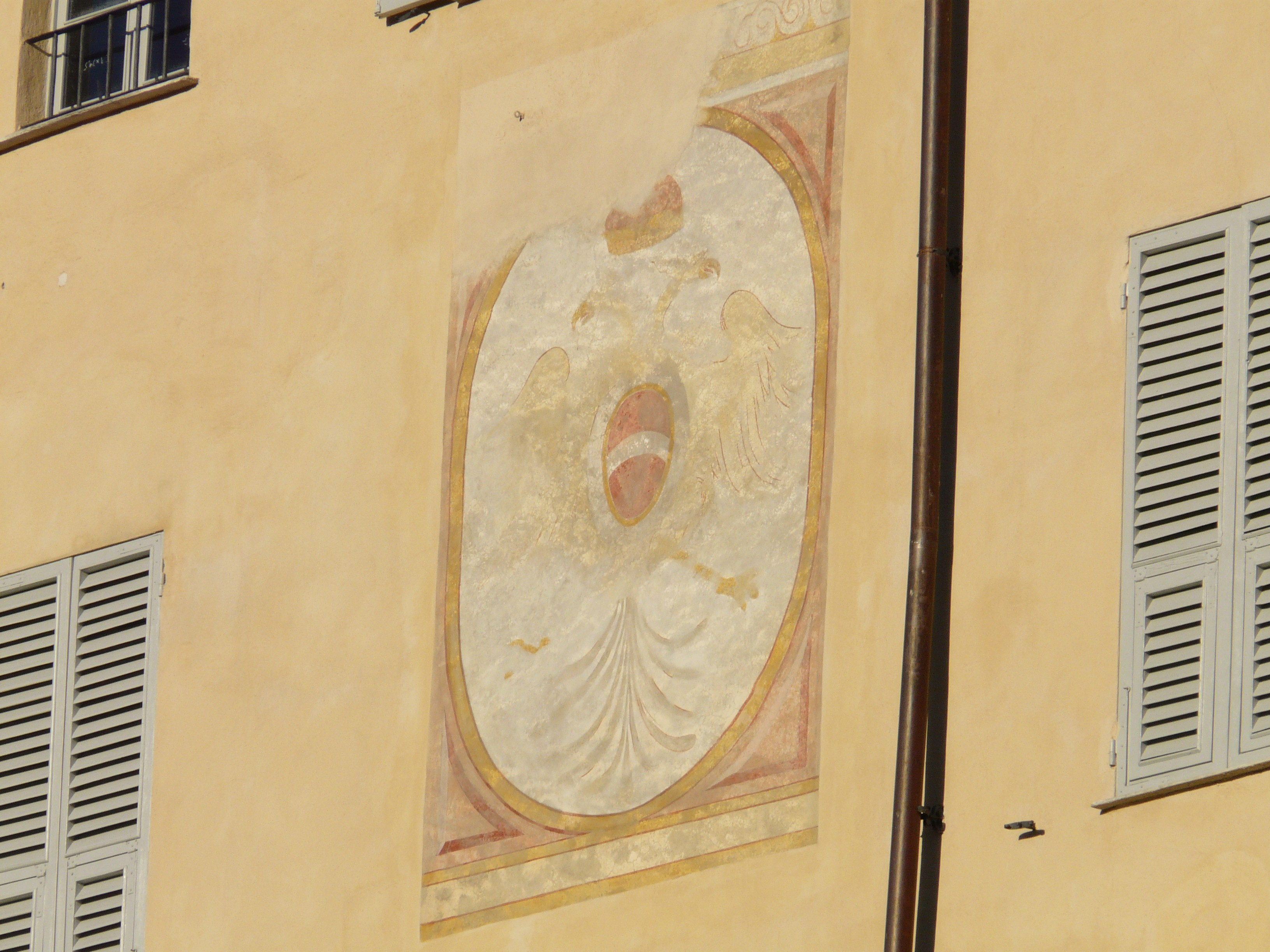
Particolare dello stemma nobiliare impresso sulla facciata del castello di Garlenda

Le prime notizie su Garlenda cominciarono a diffondersi e ad essere documentate intorno all'Alto Medioevo, quando divenne parte integrante della Marca di Albenga. Nel 1091 il marchesato, e quindi Garlenda, passò sotto la giurisdizione della famiglia Clavesana, discendenti da Bonifacio del Vasto. I Clavesana, però, non riuscirono a dominare appieno il marchesato, tanto che nel 1127 la città albenganese e la sua marca si costituì come territorio autonomo. L'ottima posizione nel mercato e commercio marittimo, e la costituzione in sede vescovile, contribuì certamente all'indipendenza politica.
Il 13 aprile 1153 il vescovo di Albenga Odoardo, in accordo con il vescovo di Genova Siro, conferì ad Anselmo dei Quaranta (o Quadraginta) - capostipite della famiglia Della Lengueglia e, sembrerebbe, parente degli stessi marchesi Clavesana - l'incarico di riscuotere le decime in diversi borghi - appartenenti a altri signori - a cavallo tra i territori dell'Albenganese e dell'Imperiese: Garlenda, Bossoleto, Tenaigo, Orsorio, Marta, Casanova, Bosco, Maremo, Paravenna, Ligo, Andora, Lingueglietta, Sanremo, Bussana, Taggia, Montalto, Carpasio, Cipressa, Pompeiana e Terzorio. La figura di Anselmo venne accolta positivamente dagli abitanti del territorio, tanto da diventarne in breve tempo signore feudale di parte di questo lembo di ponente ligure; nel 1182 il Comune di Genova lo investì ufficialmente quale nuovo signore del feudo di Lingueglietta - Castellaro e Garlenda, avendo ottenuto nel 1162 una pretesa investitura dall'imperatore Federico I il Barbarossa e successivamente da Federico II nel 1226; i diplomi di investitura sono considerati dagli storici falsi, non essendoci documenti ufficiali. In compenso si stipularono ottimi rapporti diplomatici con la Repubblica di Genova e il suo comune, ottenendo in cambio della nobile fedeltà maggiori territori nella val Lerrone e del borgo di Andora.
Ancora nel 1233, tuttavia, i conti dei Ventimiglia, del ramo di Maro, mantenevano giurisdizione nell'alta val Merula e media val Lerrone, probabilmente anche come signori feudali dei da Lengueglia:
Il conte Filippo del Maro si affrettò [16 settembre 1233 ndr], vedendo Genova vittoriosa, a ratificare la convenzione firmata con Genova, anche a suo nome, dal fratello Raimondo e da Giacomo Casanova [ cosignore di Andora ndr] promise al comune di Genova di pagare per le collette L. 250 per i castelli di Lingueglia, di Castellaro e della valle di Andora, ratificando le convenzioni fatte anche a suo nome da Anselmo di Lingueglia. Genova sfruttò i successi conseguiti mettendo subito in funzione gli articoli dei patti fatti con i conti di Ventimiglia)
Nel 1280, alla morte di Anselmo II, i due figli ed eredi Giacomo e Bonifacio divisero il feudo del padre in due possedimenti o rami nobiliari: i Maremo e i Garlenda. Bonifacio divenne così signore di Garlenda, Casanova e Lingueglietta stringendo rapporti di collaborazione e protezione più con Genova e la sua repubblica. Il 15 aprile 1385 entrambi i rami dei Della Lengueglia giurarono fedeltà al comune genovese, riconoscendosi vassalli e feudatari di tutti i paesi che avevano ricevuto in feudo dalla famiglia Clavesana.

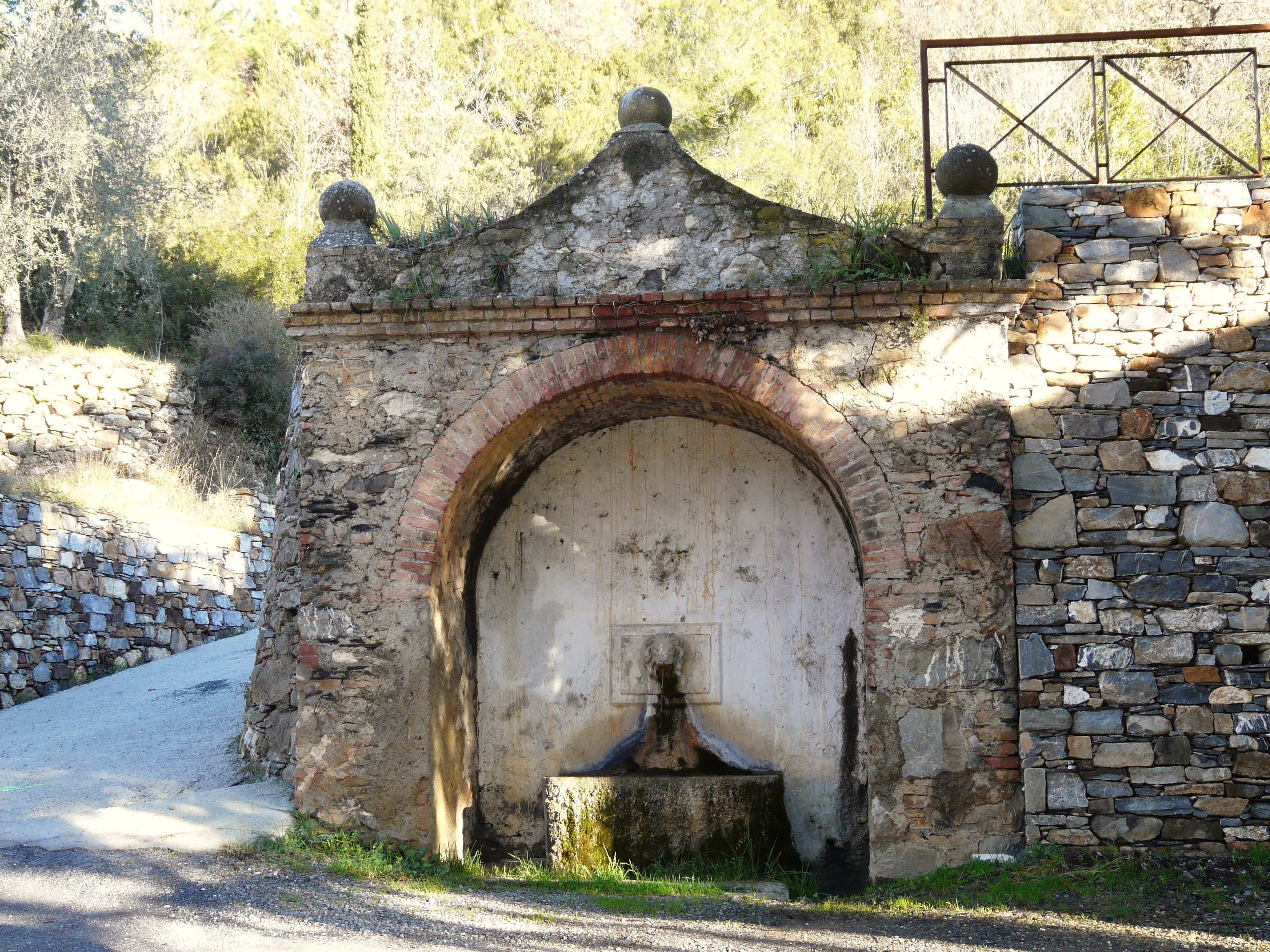
Antica fontana presso il centro garlendino

Nel XVI secolo crisi finanziarie e mal gestione dei feudi fece sì che i borghi cominciarono a ribellarsi contro i propri signori feudali; nell'autunno del 1543 anche Garlenda si ribellò ai Della Lengueglia. Nonostante i forti contrasti nei borghi, la Repubblica di Genova nominò nel 1564 Antoniotto Della Lengueglia nuovo signore di Garlenda e delle terre circostanti. La nomina, però, non servì a placare i forti dissidi tanto che nel 1590, alla morte di Antoniotto, il feudo garlendese venne conteso da molti pretendenti nobiliari, non avendo di fatto Antoniotto eredi legittimi. Nel 1592 seguirono così occupazioni di nobili genovesi (i Costa), di Giacomo Della Lengueglia e dei suoi due figli con un piccolo esercito e dal governatore di Finale Ligure Bartolomeo Beccaria per sedare i contrasti ereditari.
I continui cambiamenti nobiliari non favorirono di certo il dialogo tra abitanti e nobili, in una situazione di vera crisi politica che ben presto fu portata alla conoscenza dell'imperatore Rodolfo II d'Asburgo a Praga. Solamente alla fine del XVI secolo il feudo di Garlenda venne finalmente assegnato legittimamente a Violante Della Lengueglia in Costa, sorella del defunto Antoniotto Della Lengueglia. Dopo il pagamento di 10.000 fiorini d'oro alla corte imperiale fu ratificato il 6 maggio 1599 l'atto di ufficiale appartenenza dei territori di Garlenda e di Paravenna alla famiglia albenganese dei Costa. Al 1618 risale la revisione degli antichi statuti - datati e concessi nel 1564 - ad opera dell'abate Alessandro Costa, in nome e per conto del fratello reggente (ma dimorante a Roma per l'incarico di banchiere papale) Ottavio.
Interessato dagli scontri tra la Repubblica di Genova e il Ducato di Savoia nel 1625 e ancora nel 1670, i territori feudali di Galenda-Paravenna passarono nel 1723 alla famiglia Del Carretto del ramo di Balestrino a causa della mancanza di discendenza maschile da parte dei Costa. Il nuovo marchese Ottaviano II sottoscrisse e accettò quindi le clausole imposte quasi cent'anni prima dal signore Ottavio Costa.
La famiglia carrettesca amministrò il feudo per oltre sessant'anni, affrontando nel tempo le invasioni straniere causate dalla guerra di successione austriaca (1747) e dagli eventi napoleonici a partire dal 1797. Caduta la Repubblica di Genova e dissolti i feudi imperiali, la nuova municipalità di Garlenda rientrò dal 2 dicembre 1797 nel Dipartimento del Letimbro, con capoluogo Savona, all'interno della Repubblica Ligure. Dal 28 aprile del 1798 fece parte del I cantone, con capoluogo Albenga, della Giurisdizione di Centa e dal 1803 centro principale del IV cantone della Centa nella Giurisdizione degli Ulivi. Annesso al Primo Impero francese, dal 13 giugno 1805 al 1814 venne inserito nel Dipartimento di Montenotte.
Nel 1815 fu inglobato nella provincia di Albenga del Regno di Sardegna, così come stabilì il Congresso di Vienna del 1814, e successivamente nel Regno d'Italia dal 1861. Dal 1859 al 1926 il territorio fu compreso nel I mandamento di Albenga del circondario di Albenga facente parte della provincia di Genova; nel 1927 con la soppressione del circondario ingauno passò, per pochi mesi, nel circondario di Savona e, infine, sotto la neo costituita provincia di Savona.
Dal 1973 al 31 dicembre 2008 ha fatto parte della Comunità montana Ingauna e, con le nuove disposizioni della Legge Regionale nº 24 del 4 luglio 2008, ha fatto parte fino al 2011 della Comunità montana Ponente Savonese.

### Simboli
(Descrizione araldica del gonfalone)

## Monumenti e luoghi d'interesse

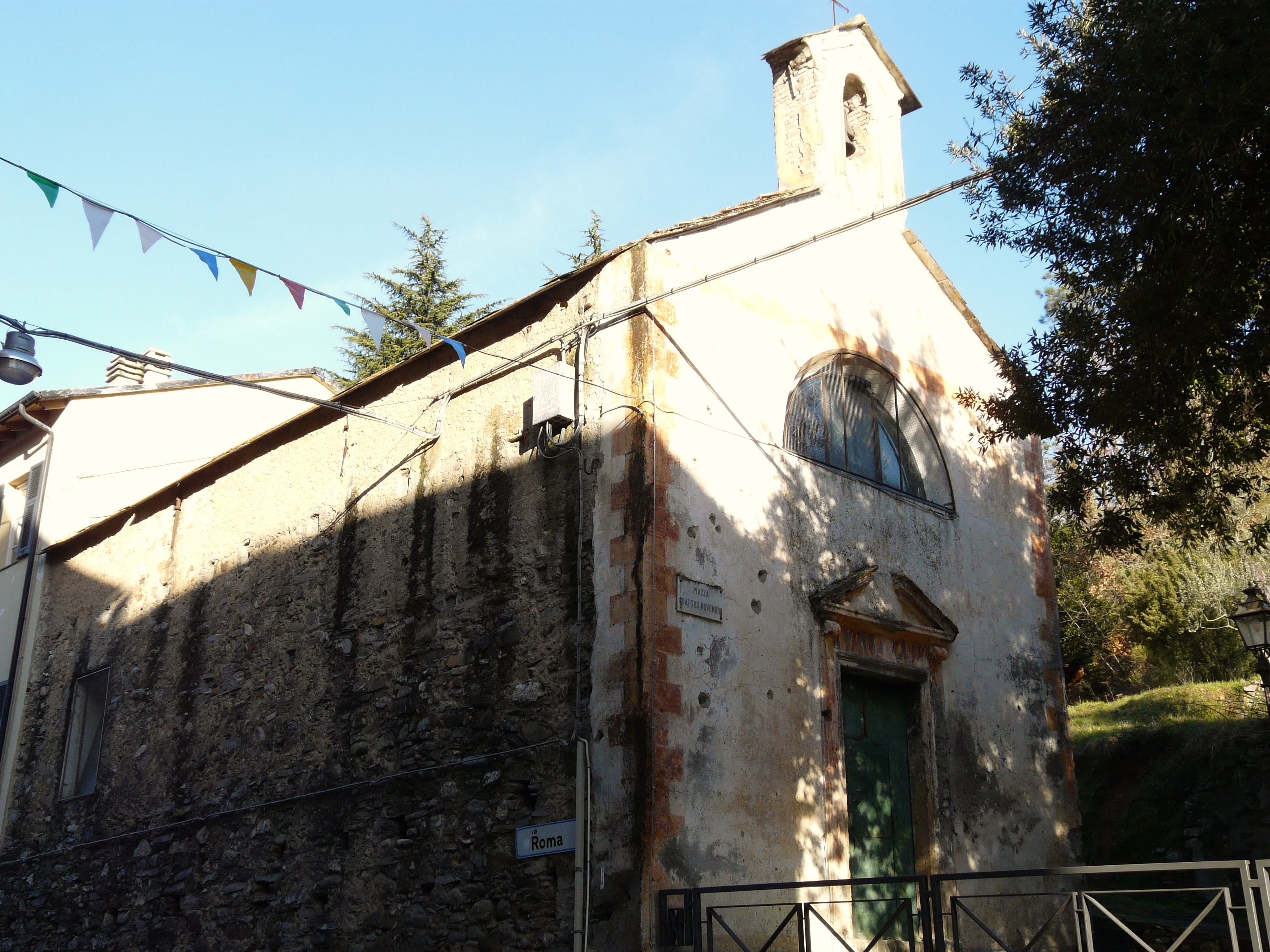
L'oratorio dei Disciplinanti nei pressi della parrocchiale della Natività

### Architetture religiose
- Chiesa parrocchiale della Natività di Maria Santissima a Garlenda. Costruita nel XVII secolo[10] con cupolone ottagonale e campanile in stile barocco. All'interno, oltre ai pregiati marmi intarsiati vi è una tela seicentesca attribuita al Guercino[10] donata da Roma ai feudatari Costa per la parrocchiale garlendese.
- Oratorio dei Disciplinanti a Garlenda. La struttura viene menzionata in una visita pastorale del 1585; conserva una tela ad olio dell'Annunciazione datato al 1713. È sede della confraternita dell'Annunciazione della Santissima Vergine Maria.
- Oratorio di San Rocco, lungo la sponda destra del torrente Lerrone, presso la regione San Rocco a Garlenda. Situata nei pressi del locale campo di golf, la struttura originaria (risalente ad un periodo antecedente al XVI secolo) fu distrutta[11] durante il terremoto del 1887 e al 1890 risalirebbe[11] l'attuale ricostruzione.
- Oratorio dei Santi Fabiano e Sebastiano nella frazione di Castelli.
- Oratorio di Santa Caterina nella frazione di Castelli. L'edificio, edificato dai Conti Della Lengueglia, venne distrutto in una rivolta popolare nel 1543 e poi ricostruita nel corso del 1562.
- Oratorio di Sant'Antonio Abate nella frazione di Paravenna. Al suo interno è conservato un dipinto ad olio raffigurante Sant'Antonio Abate tra i santi Pietro e Paolo di ignoto pittore del XVIII secolo.
- Oratorio di Santo Stefano nella frazione di Paravenna, edificato nella seconda metà del XVII secolo.
- Cappella di San Bernardo nella frazione di Paravenna, del XV secolo con affreschi datati al 1561.
- Oratorio dei Santi Giacomo e Filippo nella località di Cà dei Corsi, eretta nel febbraio del 1610.
- Oratorio di Nostra Signora dell'Assunta nella borgata di Fuenza.
- Oratorio della Madonna della Neve nella borgata di Praglione, eretta nel 1616.

### Architetture militari

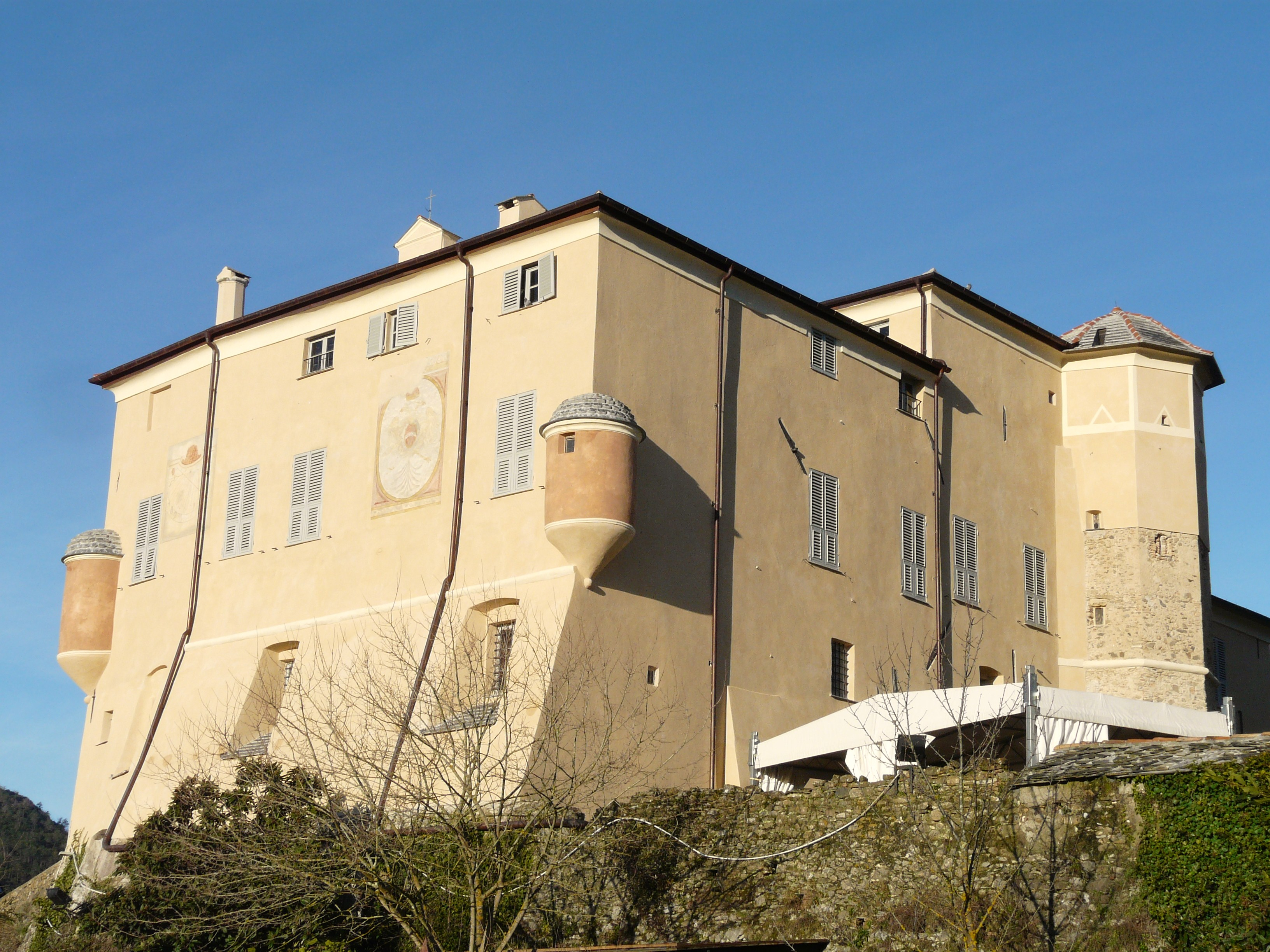
Il castello dei Costa-Del Carretto, posto sopra l'abitato garlendese.

- Castello di Garlenda. Datato al XVII secolo, è detto anche della Meridiana ed era in origine una casa di guardia trasformata poi in alloggio residenziale dei signori del luogo, gli albenganesi Costa. Posto all'inizio del paese fu abitato dalla famiglia Costa-Del Carretto. Divenuto oggi proprietà del comune di Garlenda è sede di convegni, spettacoli e mostre.
- Ruderi del castello dei Lengueglia. Risalente al XII secolo e distrutto a metà del XVI da una rivolta contro i Lengueglia, rimangono solo i ruderi (un torrione monco a sud est, sbocchi di gallerie, l'area perimetrale ancora rilevabile e coincidente con l'attuale sommità dell'altura, non abitata) nella frazione di Castelli. La frazione non casualmente è da sempre denominata "U Burgu" (il borgo), posta sul punto estremo del costone che divide la val Lerrone da una vallone laterale, sulla cui costa opposta a quella di Castelli sorge la frazione di Marta nel comune di Villanova d'Albenga. Sul luogo è ora presente una cappella relativamente recente dedicata a santa Caterina e molte delle case del borgo antico di Castelli sono state edificate anche con l'utilizzo di materiale originariamente appartenente al castello devastato. Esiste un provvedimento di tutela dell'area da parte della Soprintendenza, valido sino alla strada comunale sottostante.

## Società

### Evoluzione demografica
Abitanti censiti

### Etnie e minoranze straniere
Secondo i dati Istat al 31 dicembre 2019, i cittadini stranieri residenti a Garlenda sono 131, così suddivisi per nazionalità, elencando per le presenze più significative:
1. Marocco, 39
2. Albania, 33

## Cultura

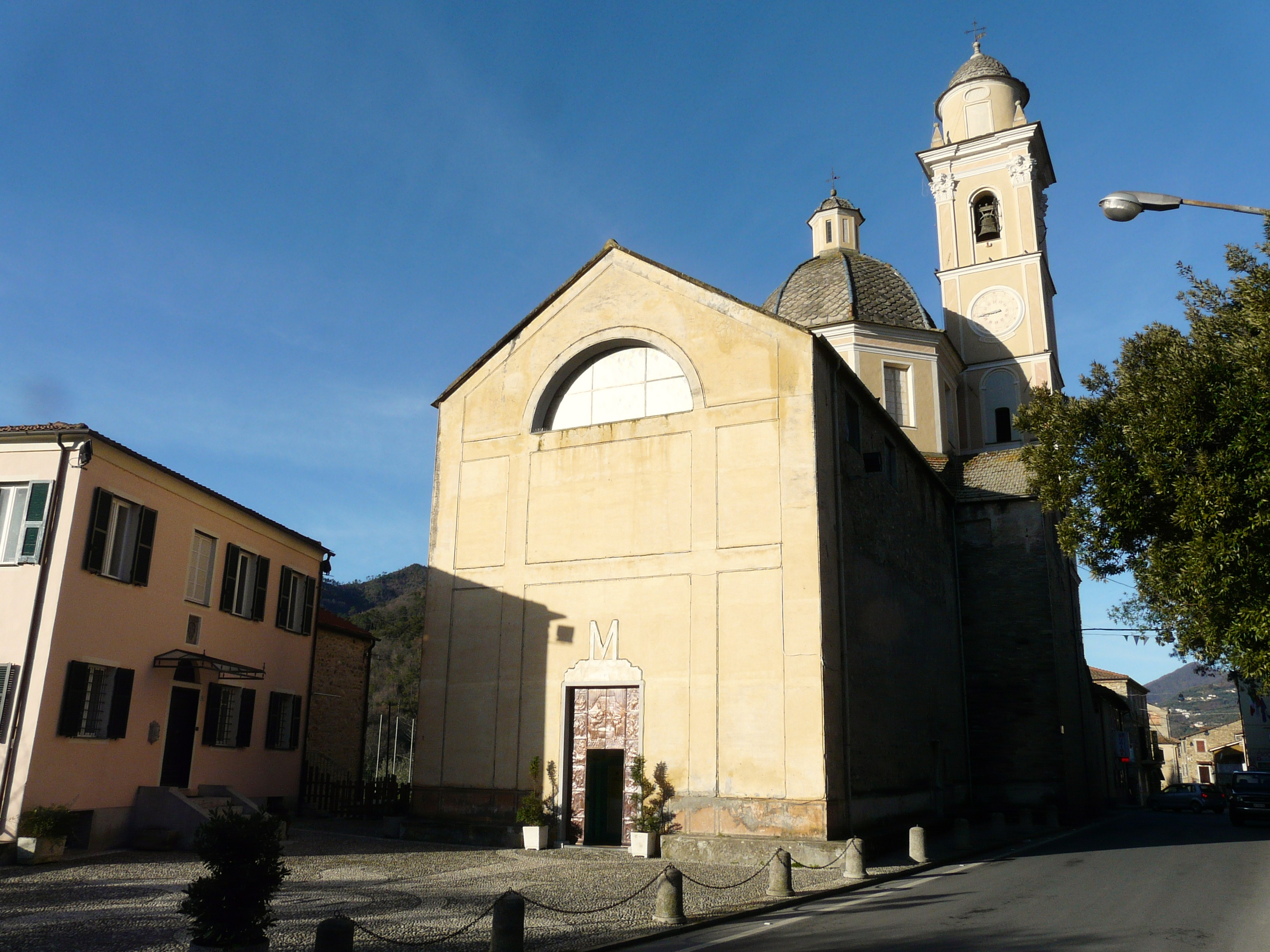
La chiesa della Natività di Maria Santissima a Garlenda

### Istruzione

#### Associazioni
- "Amici nell'Arte", Associazione di Promozione Sociale. Il Circolo Artistico-Culturale, fondato 1999 da un’idea di Carmen Spigno, pittrice con terre e resine naturali, e di due amici stranieri, Rudolf van de Poll, fotografo e naturalista olandese, e Karl Schoenfeld, caricaturista tedesco, ha la finalità di promuovere e divulgare l'arte e la cultura nel territorio.

#### Musei
- Museo multimediale della Fiat 500 "Dante Giacosa", inaugurato ed aperto al pubblico il 6 luglio 2007[15] presso la sede del Fiat 500 Club Italia. Dal 2017 il museo possiede un'opera di Filippo Biagioli.[16]

### Eventi
Il primo weekend di luglio vi si tiene il Meeting Internazionale della Fiat 500, organizzato dal Fiat 500 Club Italia con il patrocinio del Comune e della Pro Loco Garlenda.

## Geografia antropica
Il territorio comunale è costituito, oltre al capoluogo, dalle due frazioni di Castelli e Paravenna per una superficie territoriale di 8,03 km².
Confina a nord con il comune di Villanova d'Albenga, a sud con Stellanello e Andora, ad ovest con Casanova Lerrone e ad est con Villanova d'Albenga.

## Economia
L'attività principale del comune rimane principalmente l'agricoltura ed i suoi prodotti naturali. Fiorente la coltivazione e la raccolta delle olive e della vite, da cui si ricavano due pregiati vini: il Rossese e il Pigato. Recentemente il borgo è meta di turisti italiani e stranieri, attratti dalle principali strutture turistiche-sportive di Garlenda come il golf club con campo da golf a diciotto buche, il maneggio, un resort di lusso con rinomato ristorante.

## Infrastrutture e trasporti

### Strade
Il territorio di Garlenda è attraversato principalmente dalla strada provinciale 6 che permette il collegamento stradale con Villanova d'Albenga, ad est, e con Casanova Lerrone ad ovest.

## Amministrazione

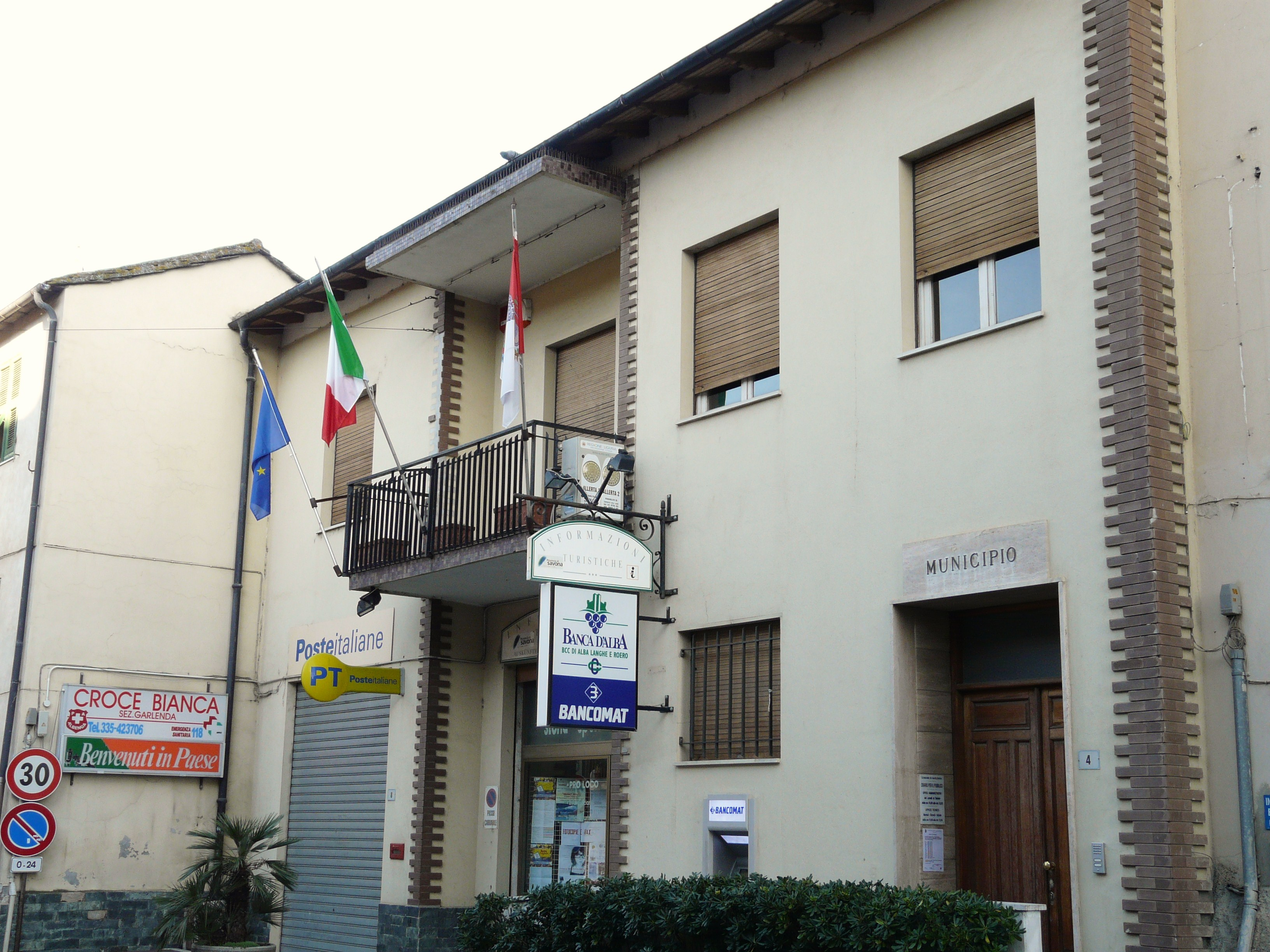
L'ex municipio di Garlenda

| Periodo          | Periodo          | Primo cittadino   | Partito                                   | Carica  | Note   |
| ---------------- | ---------------- | ----------------- | ----------------------------------------- | ------- | ------ |
| 3 aprile 1987    | 22 maggio 1990   | Domenico Romano   | lista civica                              | Sindaco |        |
| 22 maggio 1990   | 21 febbraio 1992 | Domenico Romano   | lista civica                              | Sindaco | [ 20 ] |
| 21 febbraio 1992 | 24 aprile 1995   | Eugenio Navone    | lista civica                              | Sindaco |        |
| 24 aprile 1995   | 14 giugno 1999   | Eugenio Navone    | lista civica                              | Sindaco |        |
| 14 giugno 1999   | 14 giugno 2004   | Dario Braggio     | lista civica                              | Sindaco |        |
| 14 giugno 2004   | 8 giugno 2009    | Giuliano Miele    | Collaborazione e progresso (lista civica) | Sindaco |        |
| 8 giugno 2009    | 26 maggio 2014   | Giuliano Miele    | Collaborazione e progresso (lista civica) | Sindaco |        |
| 26 maggio 2014   | 27 maggio 2019   | Silvia Pittoli    | Collaborazione e progresso (lista civica) | Sindaco |        |
| 27 maggio 2019   | 10 giugno 2024   | Silvia Pittoli    | Collaborazione e progresso (lista civica) | Sindaco |        |
| 10 giugno 2024   | in carica        | Alessandro Navone | Collaborazione e progresso (lista civica) | Sindaco |        |

## Sport

### Impianti sportivi
- Garlenda Golf Club, campo golf a diciotto buche realizzato tra il 1964 e il 1965[15] su progetto degli architetti inglesi John Morrison e John Harris. Circondato da uliveti e pinete, il percorso di gioco si sviluppa su 6.085 m2.